# گل یخ

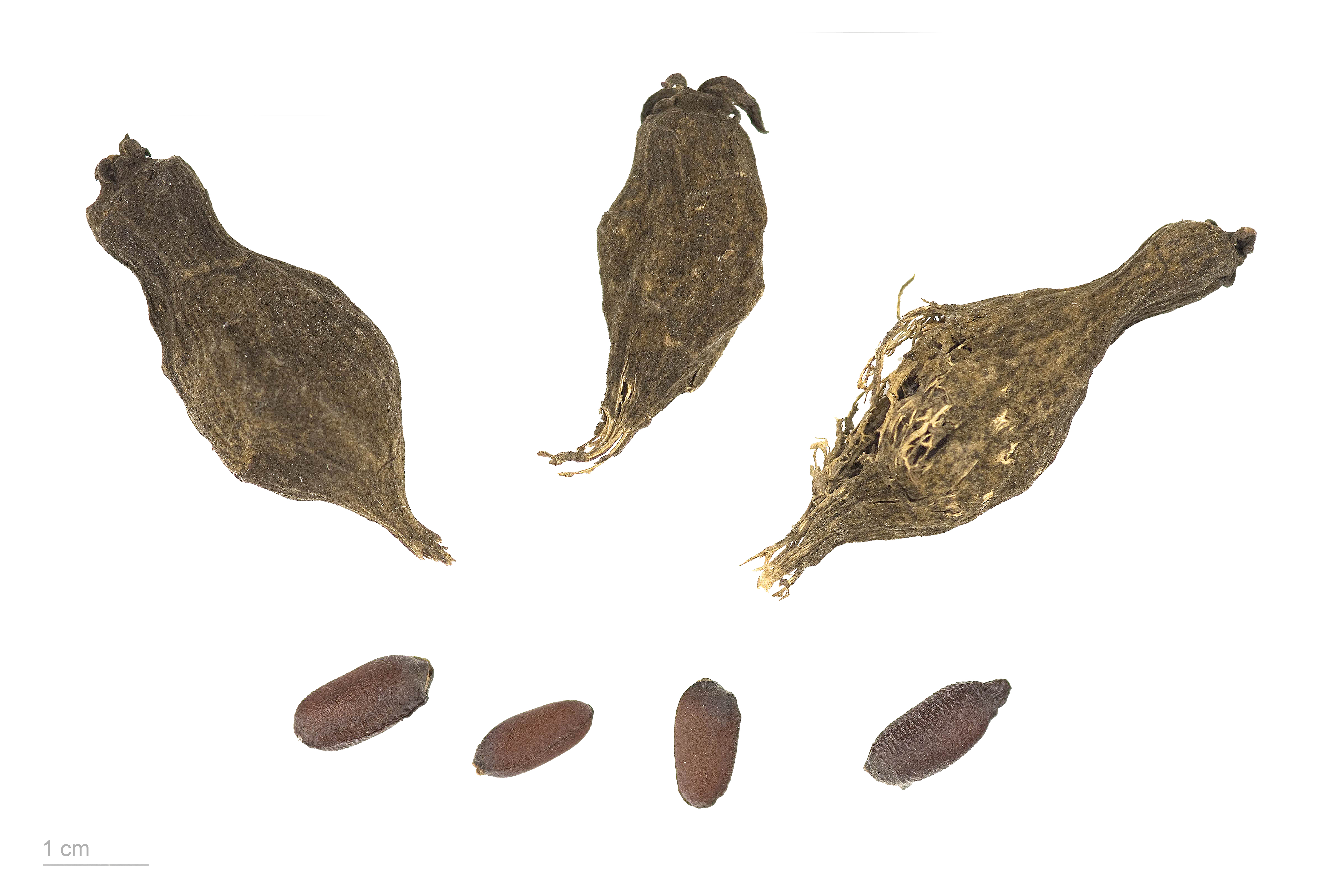
Chimonanthus praecox

گل یخ یک گیاه بومی چین می‌باشد که نمونه آن در ایران هم وجود دارد. این گیاه به گل کوهستان هم شهرت دارد و جزء خانواده آفتابگردان است. از نام این گیاه می‌توان فهمید که از گل‌های زمستانی محسوب می‌شود که در این فصل شکوفه می‌‌دهد. این گیاه یک گل تزیینی به حساب می‌‌آید که گل‌های آن معطر هستند. گل یخ یک درختچه خزان کننده با شاخه‌های بسیار است. قد این گیاه به 3 متر می‌رسد. برگ‌های آن به شکل نیزه و گل‌هایش فنجانی است گلبرگ‌هایی مومی با رنگ زرد دارد که گلبرگ‌های خارجی بلندتر هستند و گلبرگ‌های داخلی کوتاه‌ تر و به رنگ ارغوانی می‌‌باشد. زمان گل‌دهی آن از اواسط آذر شروع می‌‌شود و تا اسفند ماه طول می‌‌کشد.
گل یخ (نام علمی: Chimonanthus؛ به انگلیسی Wintersweet)‏ است. این گیاه بومی چین است و در ایران نیز یافت می‌شود.
گل یخ که اسم اصلی آن leon topodium alpinum یا leontopodium nivalssp است؛ مشهور به گل کوهستان و متعلق به خانواده آفتابگردان است. این گیاه به‌طور نابرابر پخش شده‌است و مکان‌های آهکی و صخره ای را در ارتفاع حدود ۱۸۰۰–۳۰۰۰ متر را برای زندگی ترجیح می‌دهد.
این گل سمی نیست و به صورت سنتی به عنوان دارو برای شکم درد و بیماری‌های تنفسی استفاده می‌شود.
موی بلند این گیاه به نظر می‌رسد نوعی سازش نسبت به ارتفاع بوده که عمل حفاظت از گیاه را در برابر سرما و اشعه ما فوق بنفش را بر عهده دارد.
از انواع گل یخ که می‌توان آن را به راحتی در گلدانی متوسط در آپارتمان پرورش داد Aptenia Cordifolia است؛ برای کاشت این گیاه آپارتمانی، گلدانی مملو از کود آلی و ماسه و خاک برگ توصیه می‌شود.
برای تکثیر این گیاه روش قلمه زدن و بذر قابل استفاده است.

## شرایط کاشت و نگه داری
گل یخ می تواند در هر خاکی رشد کند و از نظر خاک کم توقع است. البته باید خاکی را برای پرورش این گیاه تهیه کنید که زهکشی پایینی داشته باشد تا آب بتواند به خاک نفوذ کند و ریشه این گیاه در معرض رطوبت باشد. بهتر است گل یخ را در خاکی با ترکیب خاک لوم و ماسه و خاک برگ بکارید.
نکته قابل توجه این است که گل یخ نسبت به کم آبی مقاوم است و اگر بیش از حد آن را آبیاری کنید، ریشه این گیاه پوسیده می شود. زمانی که خاک این گیاه خشک باشد، به آبیاری زیادی نیاز خواهد داشت. چون گل یخ برگ های گوشتی دارد و آب را می تواند در داخل برگ های خود نگه دارد و در زمان نیاز آن را مصرف کند.

## گونه‌ها
- Chimonanthus caespitosus T.B. Chao
- Chimonanthus campanulatus R.H. Chang & C.S. Ding
- Chimonanthus grammatus M.C. Liu
- Chimonanthus nitens Oliv.
  - Chimonanthus campanulatus R.H. Chang & C.S. Ding
  - Chimonanthus zhejiangensis M.C. Liu
- گل یخ ژاپنی (L.) Link
  - Chimonanthus fragrans Lindl.
  - Chimonanthus parviflorus Raf.
  - Chimonanthus yunnanensis W.W. Sm.
- Chimonanthus salicifolius S.Y. Hu